# Умнеговь (Увс)
Умнеговь (монг. Өмнөговь?, ᠡᠮᠦᠨᠡᠭᠣᠪᠢ?) — сомон аймака Увс, в западной части Монголии. Сомон основан в 1924 году. Делится на 5 баг.

## Описание
Площадь сомона составляет — 3,3 тыс. км². Население сомона около 5100 человек. Центр сомона село Намир находится в 1650 км от Улан-Батора. Есть школа и больница. 

### Этнический состав
Большинство населения сомона составляют дербеты, байты, хотоны и др.

### Климат
Климат резко континентальный. Ежегодные осадки 300 мм в горах, 80-150 мм на равнине. Средняя температура января − 20° −34°С, средняя температура июля +16° + 19°С. Много осадков выпадает летом в виде дождя, а весной и осенью в виде снега. Зимы достаточно сухие, с небольшими снегопадами.

### Фауна
Водятся тушканчики, архары, корсаки, манулы, волки, лисы, зайцы.

### Рельеф
На севере и юге сомона проходят горные хребты. С центра сомона на запад простилается равнина. Наивысшей точкой является гора Алтанхухий (3000 м). Протекают реки Ховд, Намир, Хар ус, озеро Цагаан.
. 

### Полезные ресурсы
На территории сомона добывают железная и медная руда, сырье для химической и строительной промышленности.